# Ваа-о-Фоноті
Ваа-о-Фоноті (самоан. Va'a-o-Fonoti) — адміністративний округ Самоа. Площа - 38 км². Населення - 1543 людини  (найменше серед самоанських округів; 2011). В округ входить основна територія навколо затоки Фагалоа (7 сіл) і невеликий прибережний ексклав за 10 км на північний захід від основної території (село Фалеапуна - населення 582 особи). Обидві частини округу розташовані на північному сході острова Уполу і оточені округом Атуа. Адміністративний центр - Самамеа.
Округ відокремився від Атуа і сформувався в XVI столітті, коли Фоноті, який завоював титул Тафаїфа, нагородив народ цієї частини Атуа за виявлену хоробрість у цій війні. Назва округу з Самоа перекладається як «довгий човен Фоноті», нагадуючи про хоробрість морських сил цієї території під час тієї війни. Фоноті був другим володарем титулу Тафаїфа після королеви Саламасіна.
Верховний вождь округу носить титул Таламаївао.